# FM Towns Marty
FM Towns Marty (エフエムタウンズマーティー efuemutaunzumātī?) es una videoconsola de quinta generación lanzada en 1993 por Fujitsu exclusivamente para el mercado japonés, que fue la primera videoconsola casera de 32 bits y la primera en incluir una unidad de CD-ROM y disquetes. Se basó en la computadora FM Towns lanzada por la misma compañía en 1989. Los juegos de FM Towns tiene retro-compatibilidad con la consola.
En 1994, sale al mercado una nueva versión de la consola llamada FM Towns Marty II, que se caracterizó por tener una carcasa gris oscura y un bajo precio (66000 yenes), pero era parecida a la primera en cualquier caso. Se pensó que tuvo un procesador más rápido que la primera, pero este no es el caso. Además, se especuló que tuvo un procesador AMD Am486, pero esto también fue falso.
Junto con esto, también está el FM Towns Car Marty para instalarlo en automóviles, que tuvo dos versiones: el MVP-1 (abril de 1994) y el MVP-10 (noviembre de 1994). Las únicas diferencias fueron la mayoría de los mecanismos de las unidades de disco. Hubo especulación que la MVP-10 fue introducida desde que la MVP-1 se rompió en un momento. Una accesorio adicional también estuvo disponible para los propietarios de la misma, que incluyó un GPS, vendido posteriormente con un monitor de video.

## Recepción

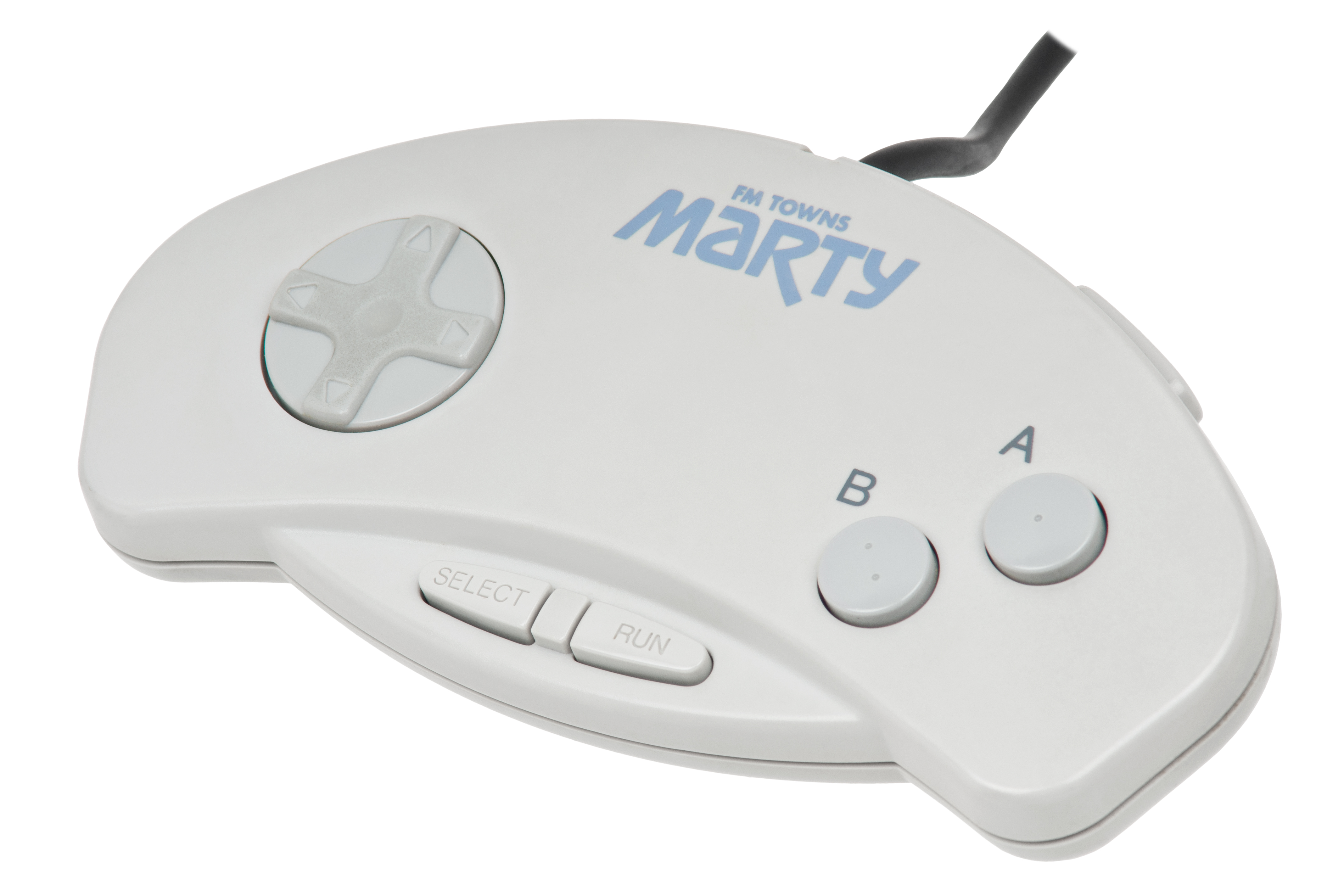
Mando de videoconsola de una FM Towns Marty

Aunque tuvo un excelente hardware, la FM Towns y FM Towns Marty no se vendieron tanto en Japón y además, la expansión del hardware fue tan difícil como el DOS/V (clones japoneses de la IBM PC). Las series de computadoras NEC PC-9801 dominaron el mercado cuando apareció la FM Towns, volviéndose difícil la dificultad de la transición, como el DOS/V dominó el mercado.
Y aunque tuvo características revolucionarias como un CD ejecutable y un sistema operativo de interfaz de gráficos, 2 años antes de la aparición de Windows 95. Actualmente, el software es extraño debido a los ciclos de producción bajos. A pesar de su compatibilidad con muchos de los juegos de FM Towns, estuvo lleno de problemas de compatibilidad con los nuevos títulos para la FM Towns, limitando aún más su potencial como una versión de consola real del FM Towns. Los FM Towns Marty tuvieron su propia biblioteca Marty de juegos específicos, pero no fueron suficientes para fortalecer su posición de nicho entre las videoconsolas y las computadoras.

## Hardware
- Procesador

Procesador: AMD 386SX processor de 32 bits @ 16 megahercios
Memoria RAM: 2 megabytes
- Video:

Resolución: 352x232 hasta 640x480
Paleta de colores: 32768 colores con 256 de ellos en pantalla
Sprites: Hasta 1024 sprites con un tamaño de sprites de 16x16
El FM Towns Marty sólo tuvo video compuesto y salida de video; ningún otro conector de video fue posible. Algunos juegos fueron sólo para ser compatibles con VGA, el FM Towns Marty tuvo 15 kilohercios por la capacidad de navegación para visualización en un televisor.
- Sonido:

6 canales FM
8 canaes PCM
- Almacenamiento:

CD-ROM, Velocidad simple (1x)
Disquetera de 3.5 pulgadas HD
Los disquetes debieron ser formateados a 1.2M (al estilo NEC PC-98). Esto podría hacerse desde el GUI del BIOS. Los disquetes del FM Towns Marty no tuvieron soporte para el estándar 1.44M o el formato 720k FAT de disquetes de 3.5 pulgadas. Para hacer que un computador sea compatbile con el FM Towns Marty, debieron tener una disquetera, el BIOS y un sistema operativo con soporte para el Modo 3. Además hubo unidades de USB que tuvieron soporte para el Modo 3
- Multipropósito:

PCMCIA de tipo ranura 1
La ranura de la tarjeta IC de Marty es compatible con tarjetas PCMCIA de tipo 1, incluyendo con batería de respaldo de tarjetas SRAM (accesible desde el menú del BIOS), que puede ser asignada a una letra de unidad y se usa como un pequeño disco. Fujitsu también lanzó oficialmente un módem PCMCIA de 2400 bits (FMM-CM301) para el FM Towns Marty, que está incluido con la TCMarty especial que también viene con un puerto de impresora. Aunque se cree que la ranura para tarjetas IC se puede utilizar para la expansión de memoria RAM, esto es incorrecto.
- Controladores y conectores

Cruceta de 4 direcciones, los botones A y B, Select y de ejecución, así como un botón adicional por encima de los dos "lados" de los botones.
2 puertos de controlador estándar.
Puerto de teclado.
El conector del controlador es un DB9, al que se refieren como tipo Atari en Japón porque es fundamentalmente el mismo conector que aquel de un Atari 2600.  El botón Ejecutar y los botones de selección son el equivalente a presionar a derecha e izquierda, o arriba y abajo al mismo tiempo. Un controlador de seis botones de Fujitsu estaba disponible para su uso con Street Fighter II de Capcom. Capcom también lanzó un adaptador CPS que se hizo compatible con FM Towns/ Marty, así como con el Sharp X68000.